# Symphonie no 7 de Mayer
La Symphonie no 7 est la septième et avant-dernière des symphonies de la compositrice allemande Emilie Mayer, écrite en 1856.

## Contexte et création
Emilie Mayer compose sa Septième symphonie en 1856, alors qu'elle vit à Berlin. La septième symphonie est la dernière œuvre orchestrale d'importance de la compositrice avant une pause de vingt ans, à laquelle elle mettra un terme en composant l'Ouverture de Faust. La huitième symphonie n'est qu'hypothétique, car connue seulement par la correspondance de la compositrice.

## Structure
L'œuvre se compose de quatre mouvements :
1. Allegro agitato
2. Adagio
3. Scherzo Allegro vivace
4. Finale Allegro vivace

## Analyse

### Allegro agitato
Le premier mouvement, de forme classique, n'en est pas moins une œuvre purement romantique, où les motifs sont si étroitement élaborés que la frontière entre le thématique et le non thématique tend à disparaitre.

### Adagio
Le thème principal de ce mouvement est introduit par les violoncelles (divisés en trois) et les premiers violons. Le mouvement se fini en marche funèbre, avec une fanfare des vents.

### Scherzo Allegro vivace
Le Scherzo est un large mouvement en cinq parties.

### Finale Allegro vivace
Le finale est de forme rondo, avec trois refrains, et dont la dernière itération se fait dans la tonalité de fa mineur, clôturant le cycle initié dans le premier mouvement.